# Toyota Crown
Toyota Crown (jap.トヨタ・クラウン) – samochód osobowy klasy średniej-wyższej produkowany przez japońską firmę Toyota od 1955 roku. Pierwotnie dostępny jako 4-drzwiowy sedan, wcześniej także jako hardtop coupé, kombi czy też pick-up. Do napędu używano benzynowych i wysokoprężnych silników R4 oraz R6 (także z turbodoładowaniem). Dostępne również jednostki V6 oraz rozwiązania hybrydowe. Moc w początkowych egzemplarzach przenoszona jest na oś tylną, z czasem dodano wersję 4WD.
Wprowadzony na rynek w 1955 roku jako Toyopet Crown, popularny sedan od Toyoty na japońskim rynku przez cały czas swojego istnienia. "Symbol luksusu i chwały Japonii." Ma na swoim koncie tytuł najdłużej produkowanego modelu w gamie Toyoty. Jest to pierwszy samochód marki Toyota wyeksportowany do Stanów Zjednoczonych w 1958 roku. Swoją popularność zawdzięcza tym, iż był (do 2022) to jeden z nielicznych modeli, który posiadał własny unikalny emblemat linii modelowej umieszczony zamiast loga Toyoty na przednim grillu.

## Ekspansja do innych państw
Model Crown głównie sprzedawany na rynku japońskim. Jako pierwszy zawitał do USA w roku 1958. Eksport kontynuowano do innych krajów ameryki północnej:
- Kanada - 1964 do 1972[3],
- Meksyk - 1959 do 1964.

Pierwsze sztuki w Europie pojawiły się w roku 1964 w Finlandii. Inne kraje europejskie które jako pierwsze ujrzały Toyotę Crown to Belgia i Holandia. Model ten sprzedawano w Wielkiej Brytanii dopiero w późnych latach 80.
Kolejnym rynkiem zbytu była Australia, gdzie produkowano modele w latach 1960-1980.
W roku 2019, na prośbę ówczesnych władz Indonezji, wyprodukowano niewielką ilość Toyot XV generacji w celach reprezentacyjnych urzędników i innych działaczy rządowych.
XVI generacja zaprezentowana w lipcu 2022r będzie oferowana w 40różnych krajach. Jednakże model ten nigdy nie był oferowany w Polsce oraz premiera nie jest planowana.

## Galeria

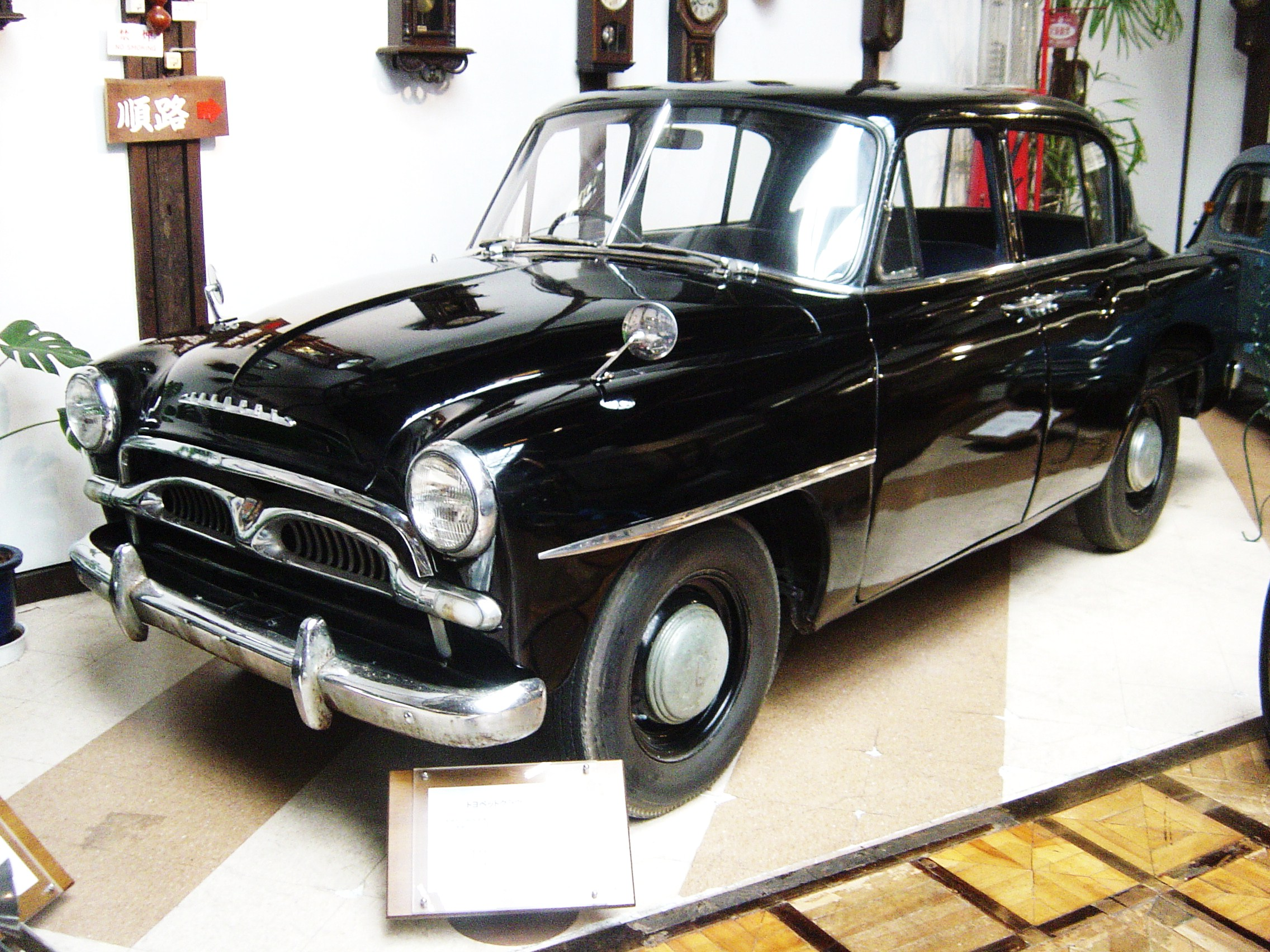
I generacja (RS/s10/s20/s30; 1955)
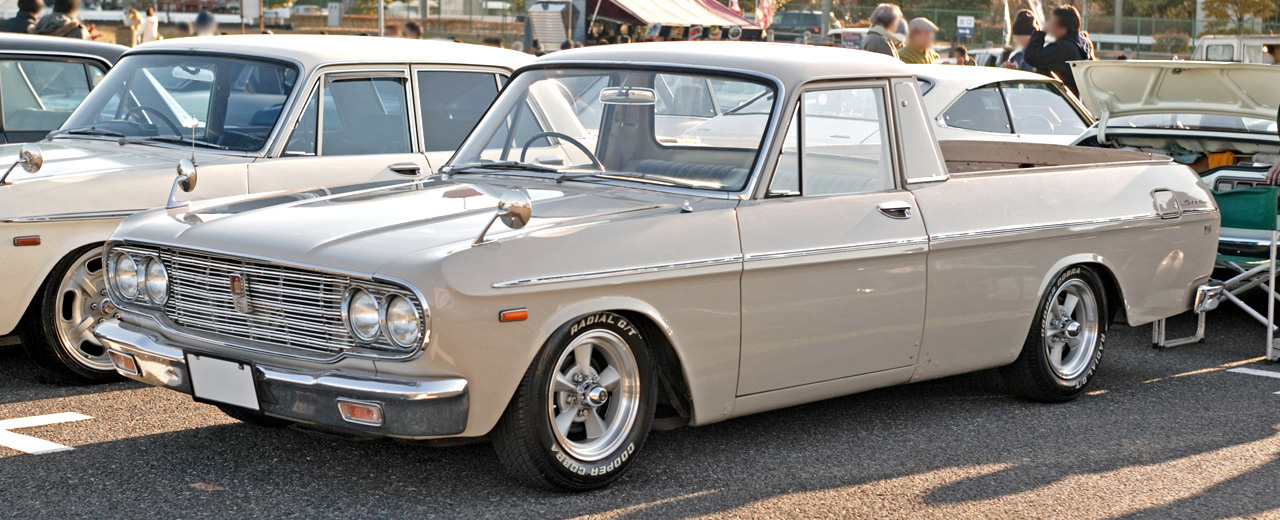
II generacja - pick-up (s40; 1962)
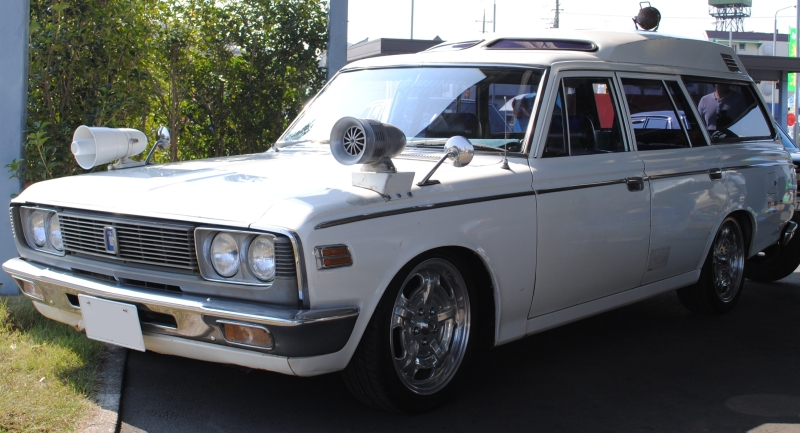
III generacja - kombi (s50; 1967)
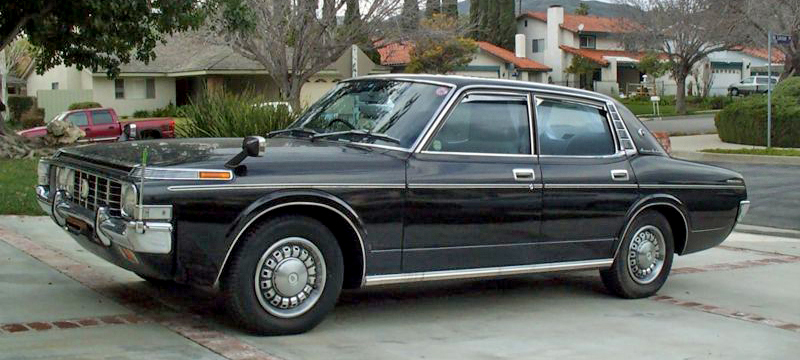
IV generacja (s60/s70; 1971)
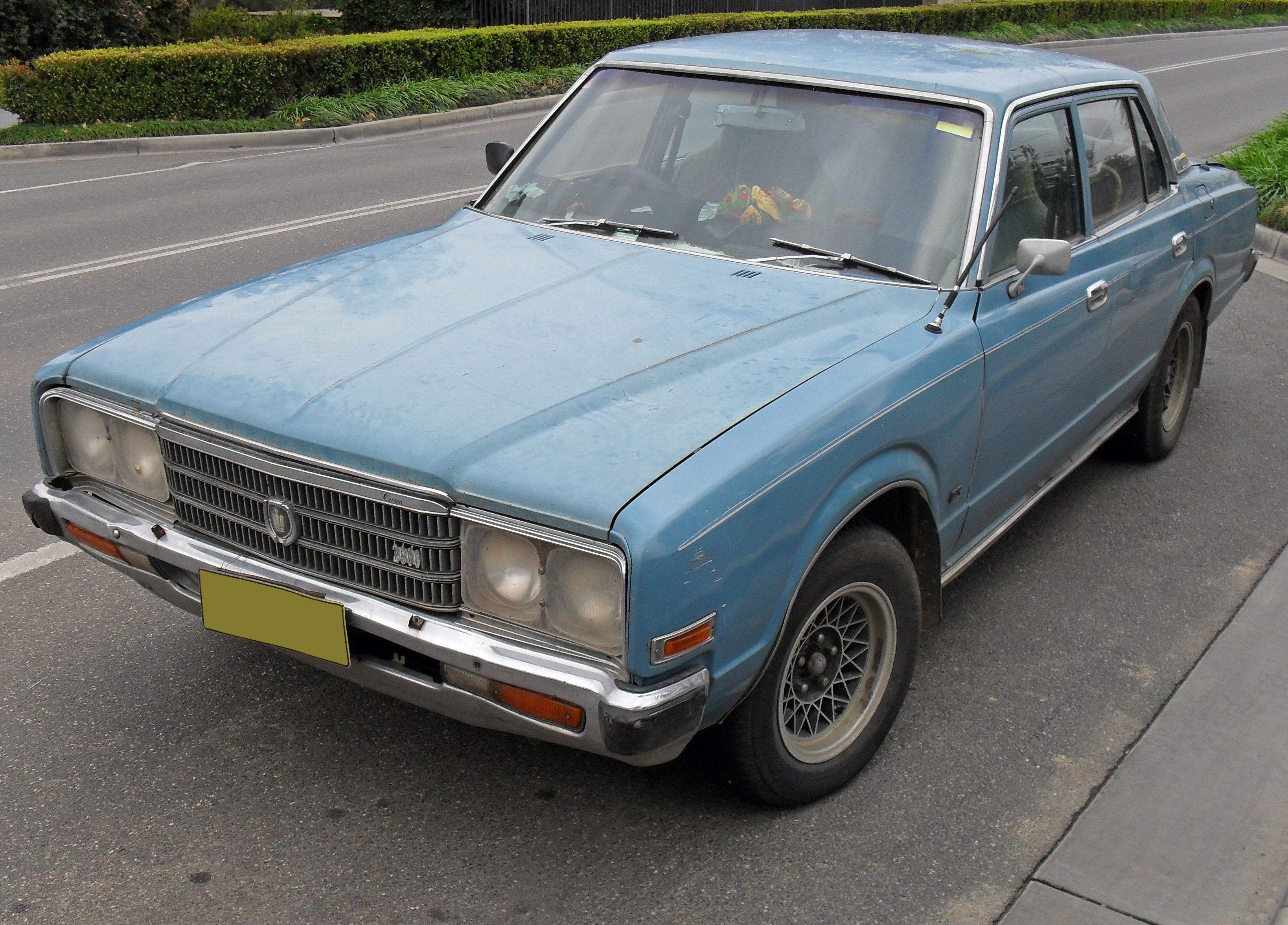
V generacja (s80/s90/s100; 1974)
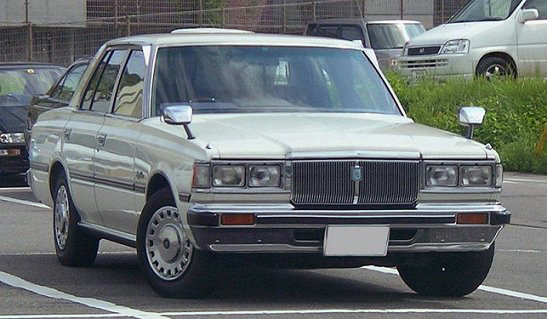
VI generacja (s110; 1979)
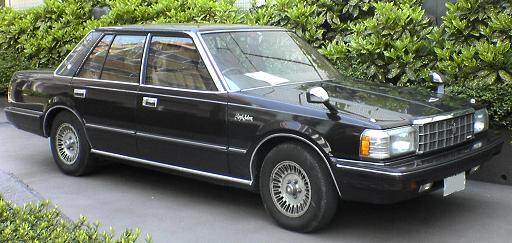
VII generacja (s120; 1983)
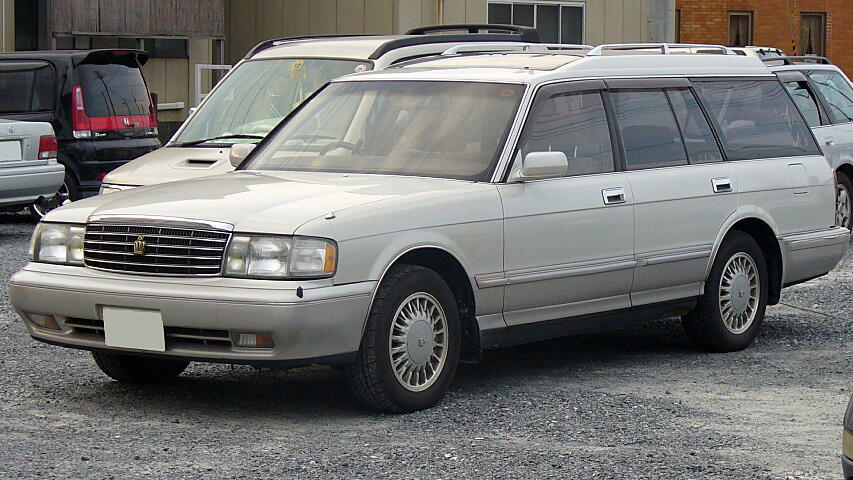
VIII generacja - kombi (s130; 1987)
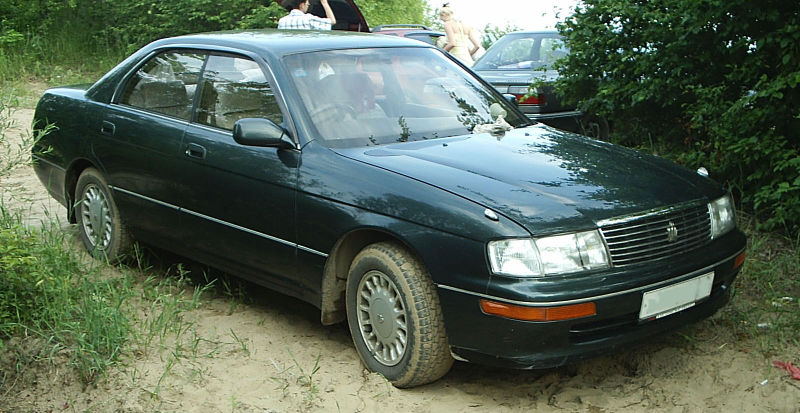
IX generacja (s140; 1991)
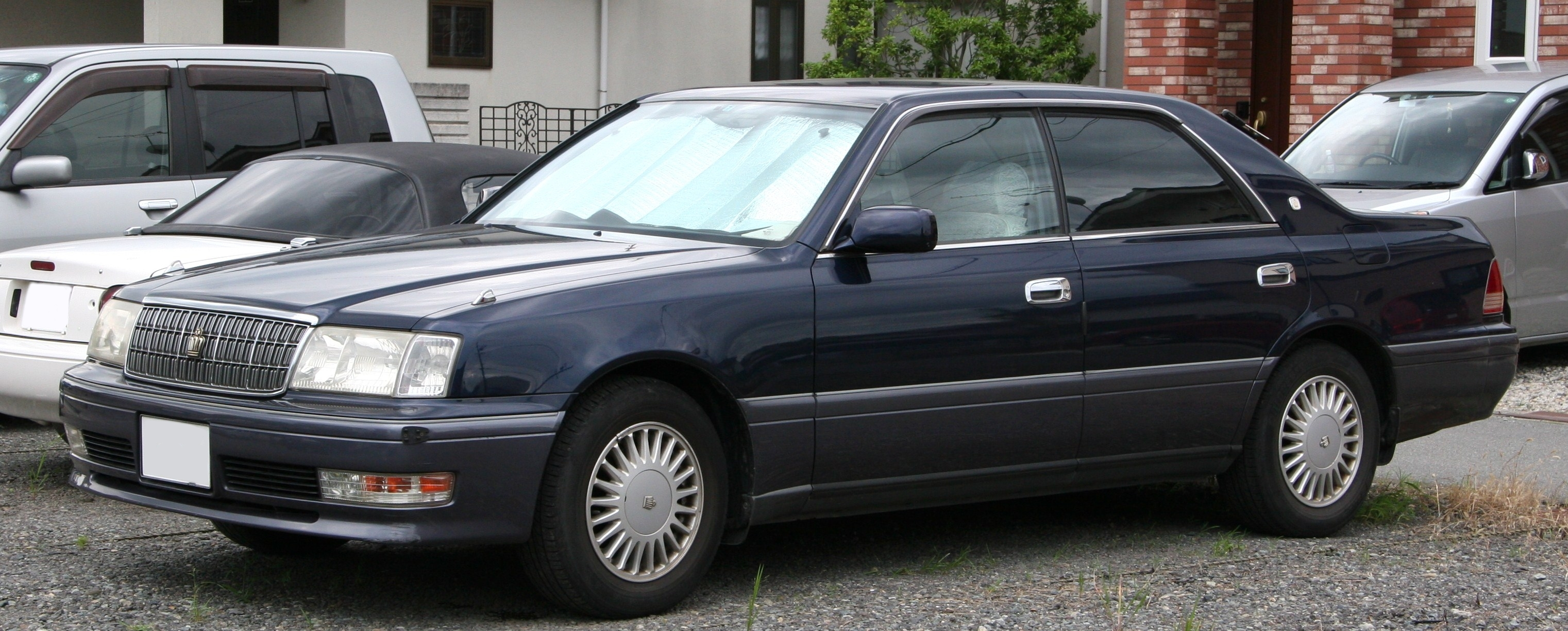
X generacja (s150; 1995)
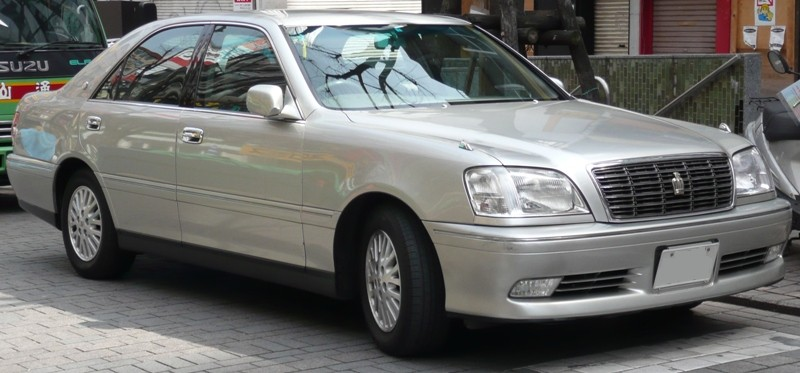
XI generacja (s170; 1999)
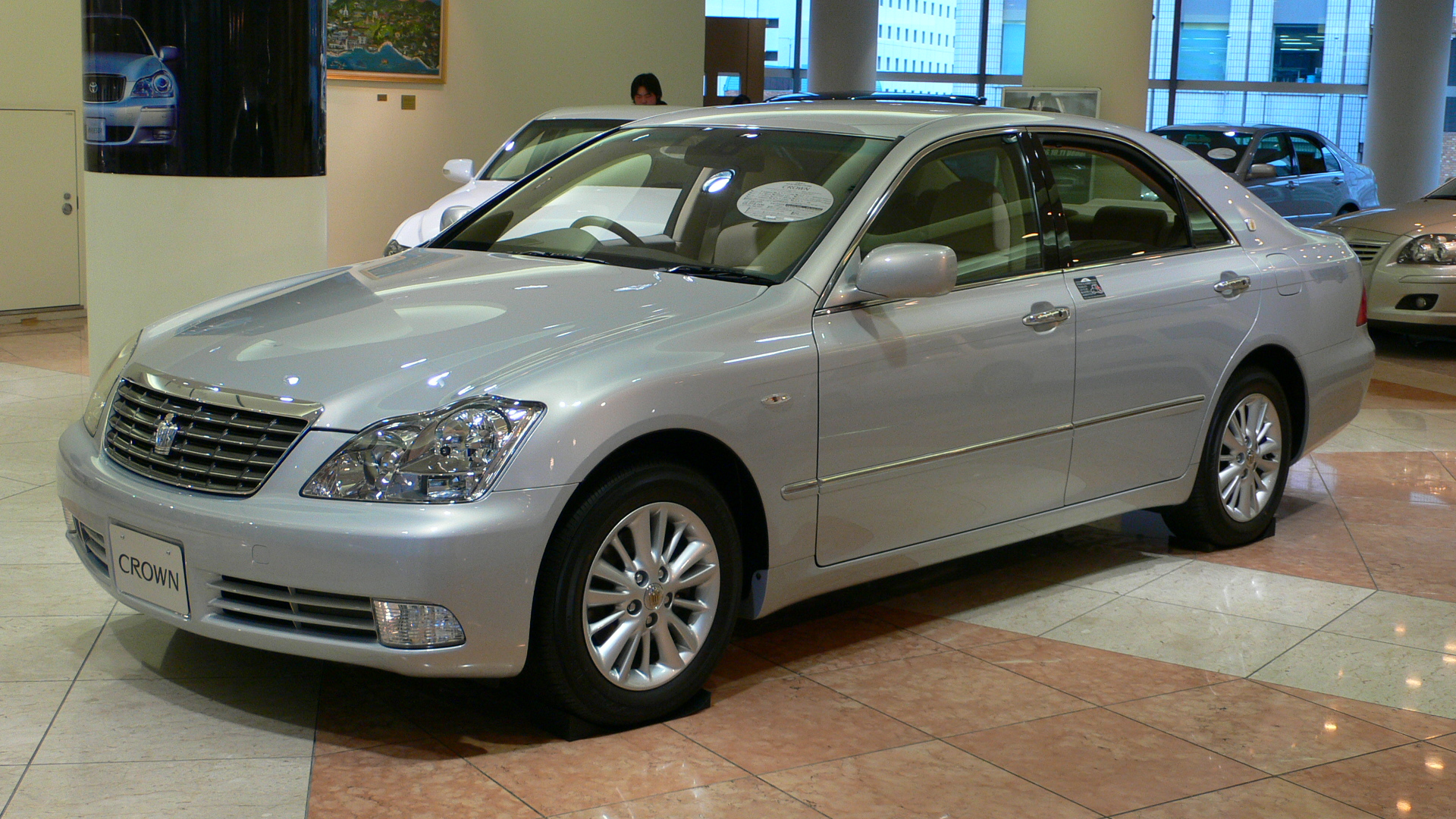
XII generacja (s180; 2003)
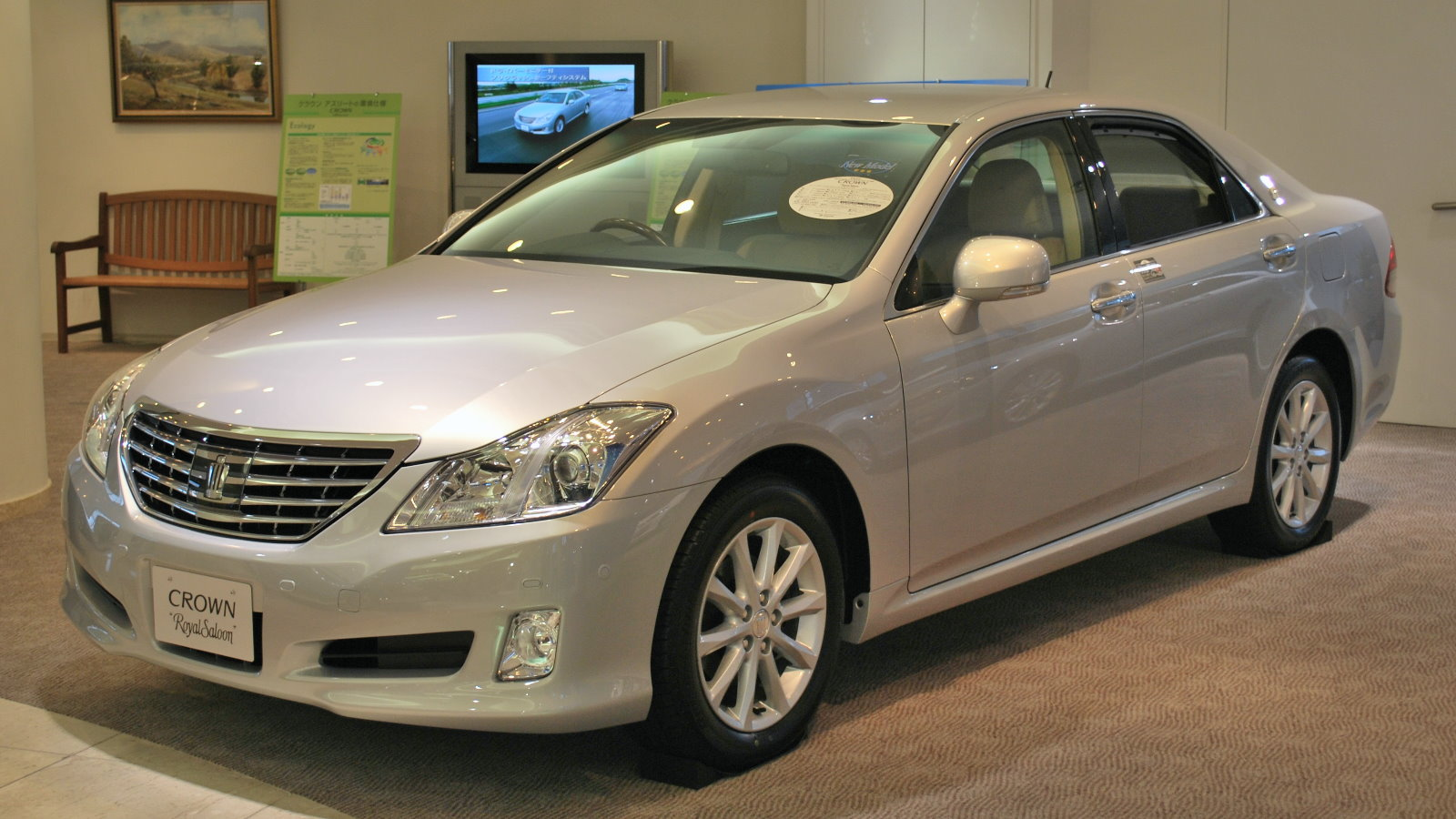
XIII generacja (s200; 2008)
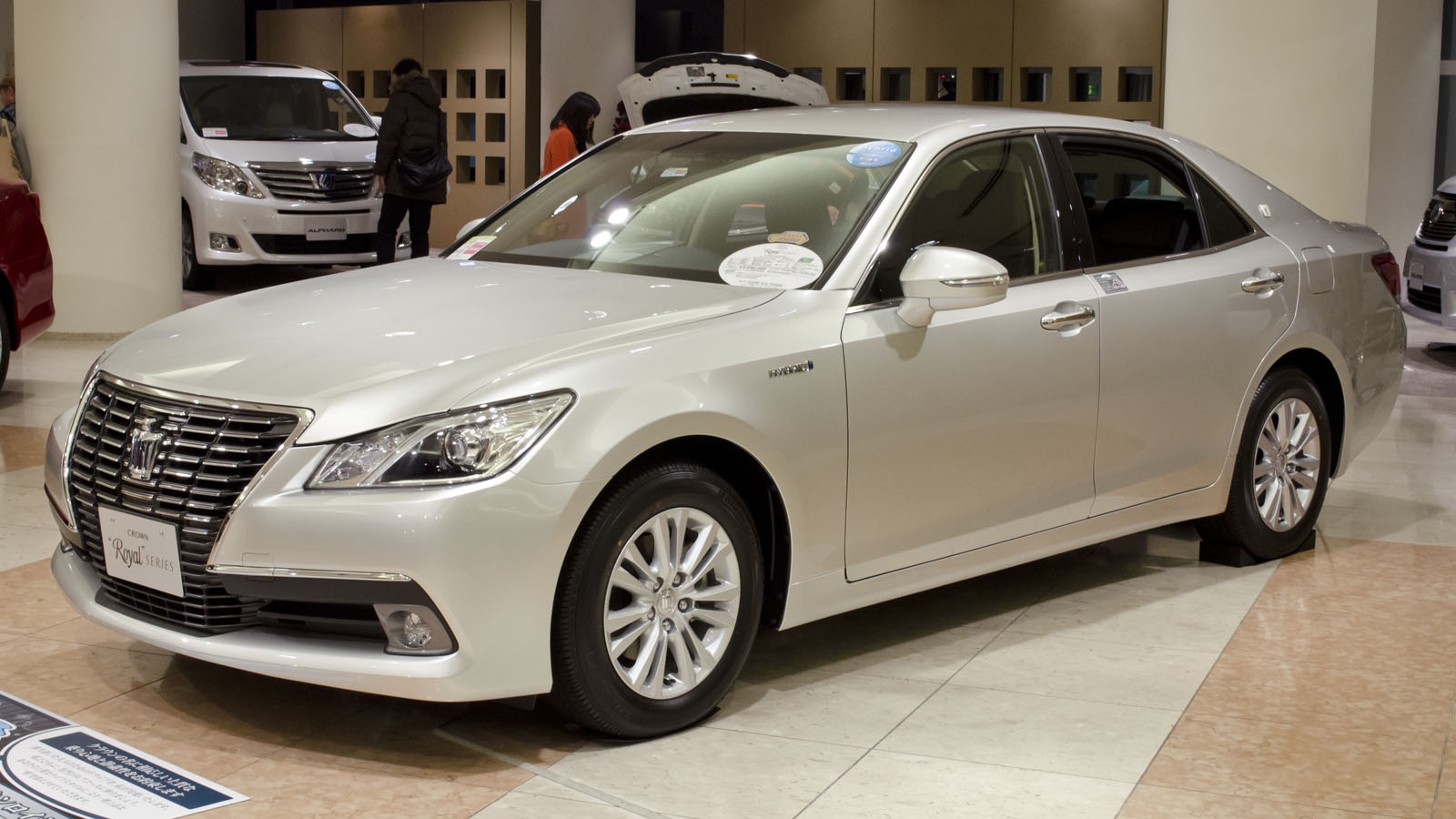
XIV generacja (s210; 2012)
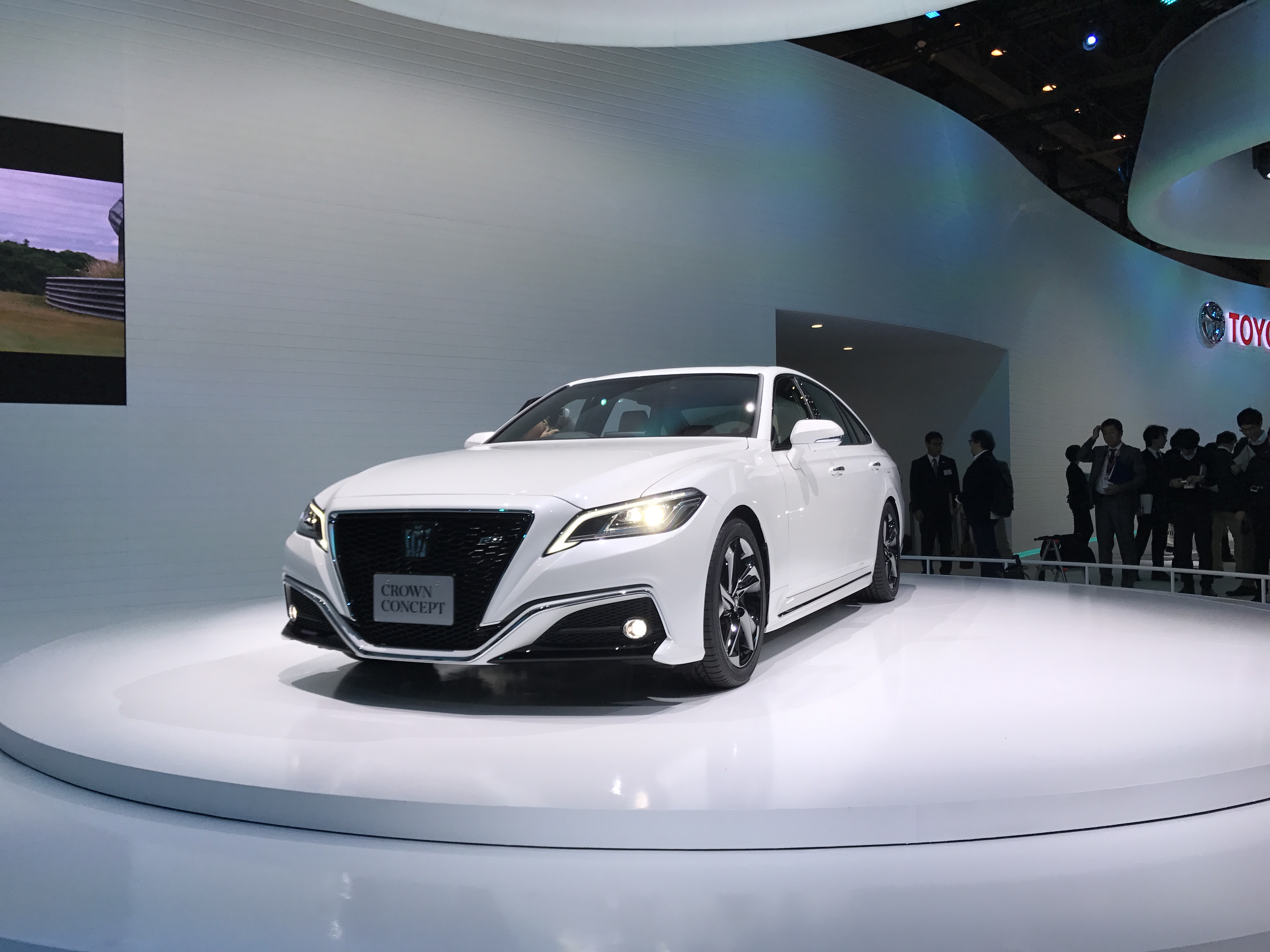
XV generacja (s220; 2018)
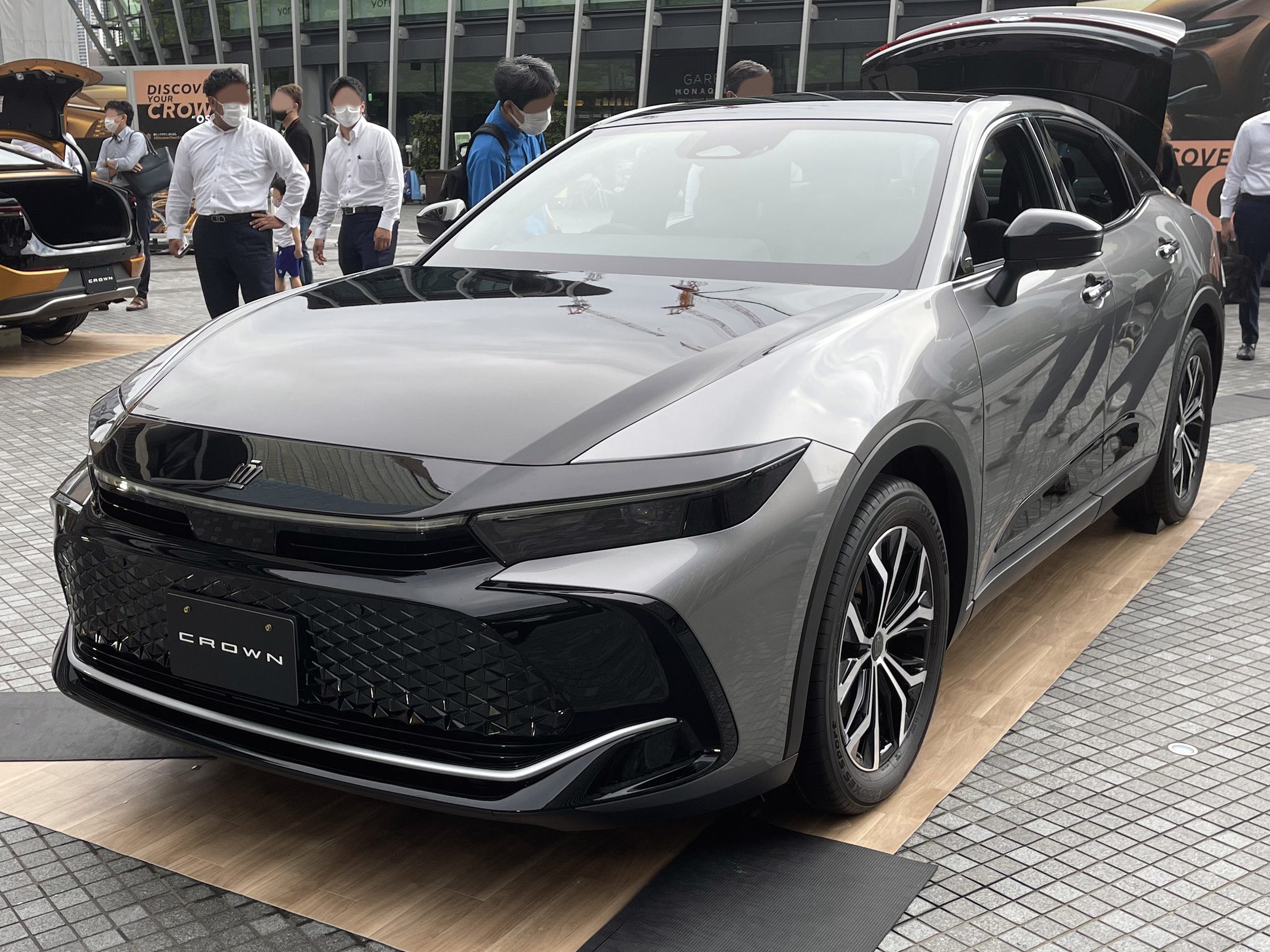
XVI generacja- crossover (S235; 2022)